# Народни посланик
Народни посланик је термин који у демократским друштвима означава особу која представља целокупно становништво одређене области, коју бирају грађани те области. Они га бирају као свог опуномоћеника, да расправља у њихово име са са посланицима из других области земље о вођењу друштва и државе. Титула посланика се добија општим гласањем. Дужност посланика је да озбиљно проучава сва постављена питања и сва предложена решења. Када је понуђено решење у складу са његовим убеђењем, он треба да гласа за њега, а ако га, с друге стране, његово убеђење осуђује, треба да гласа против. Ако прихвата налоге других, он издаје своју пуномоћ.

## Власништво мандата
По својевременој одлуци Уставног суда Србије да мандат народног посланика после конституисања скупштине не припада више дотичној странци, већ самом посланику. То се у пракси често показује као лош потез у демократском друштву, јер се тај мандат може и недемократски куповати и продавати на слободном тржишту променљивих политичких интереса, за шта СРС оптужује свог бившег посланика Лекића који је прешао у Карићев ПСС.

## Одборник
Одборник је непосредно изабрани представник грађана у скупштини општине. Начин избора, број одборника, њихова права и обавезе, прописани су законом.
За разлику од народног посланика, одборник нема правни имунитет и не прима плату за свој рад.